# Ріддарфіарден
Ріддарфіарден (швед. Riddarfjärden) — найсхідніша бухта озера Меларен і повністю знаходиться на території міського району Стокгольма. Фіард, фіорд і фьорде — різні типи заток льодовикового походження.
Ріддарфіарден тягнеться у напрямку схід-захід і обмежений на заході районом Маріабергет, мостом Вестербрун і колишнім тюремним островом Лонггольмен, на півночі районом Кунгсгольмен і дорогою Норр-Меларстранд, на сході островами Ріддаргольмен і Гамла-Стан, а на півдні районом Седермальм і вулицею Седер-Меларстранд.
Ріддарфіарден має довжину близько 2700 м і ширину близько 400 м, берегова лінія — 6400 м, а найбільша глибина — близько 23 м.
Навколо Ріддарфіардена є кілька цікавих будівель. Найвідомішим є Стокгольмська ратуша у північно-східній частині Ріддарфіардену. На заході через затоку проходить найвищий міст Стокгольма, Вестерброн. На сході розташовані шлюзи Слюссен і транспортний вузол, а також старе місто Гамла-Стан. У Слюссені прісна вода озера Меларен зустрічається з солоною водою Балтійського моря. Вода настільки чиста, що ви можете купатися у центрі міста, у купальні Смедсудден і на Лонггольмені.

## Галерея

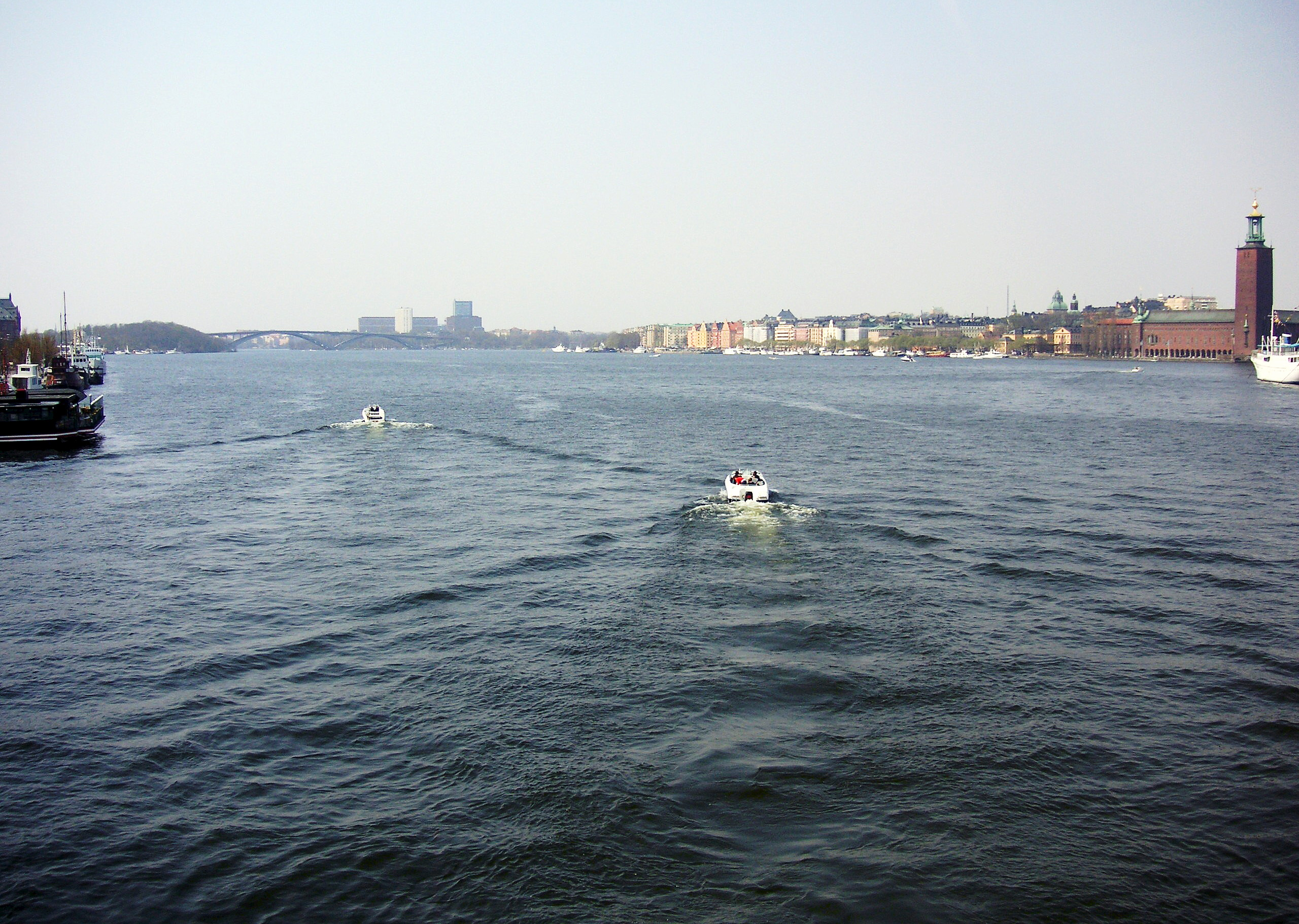
Ріддарфіарден влітку, 2006
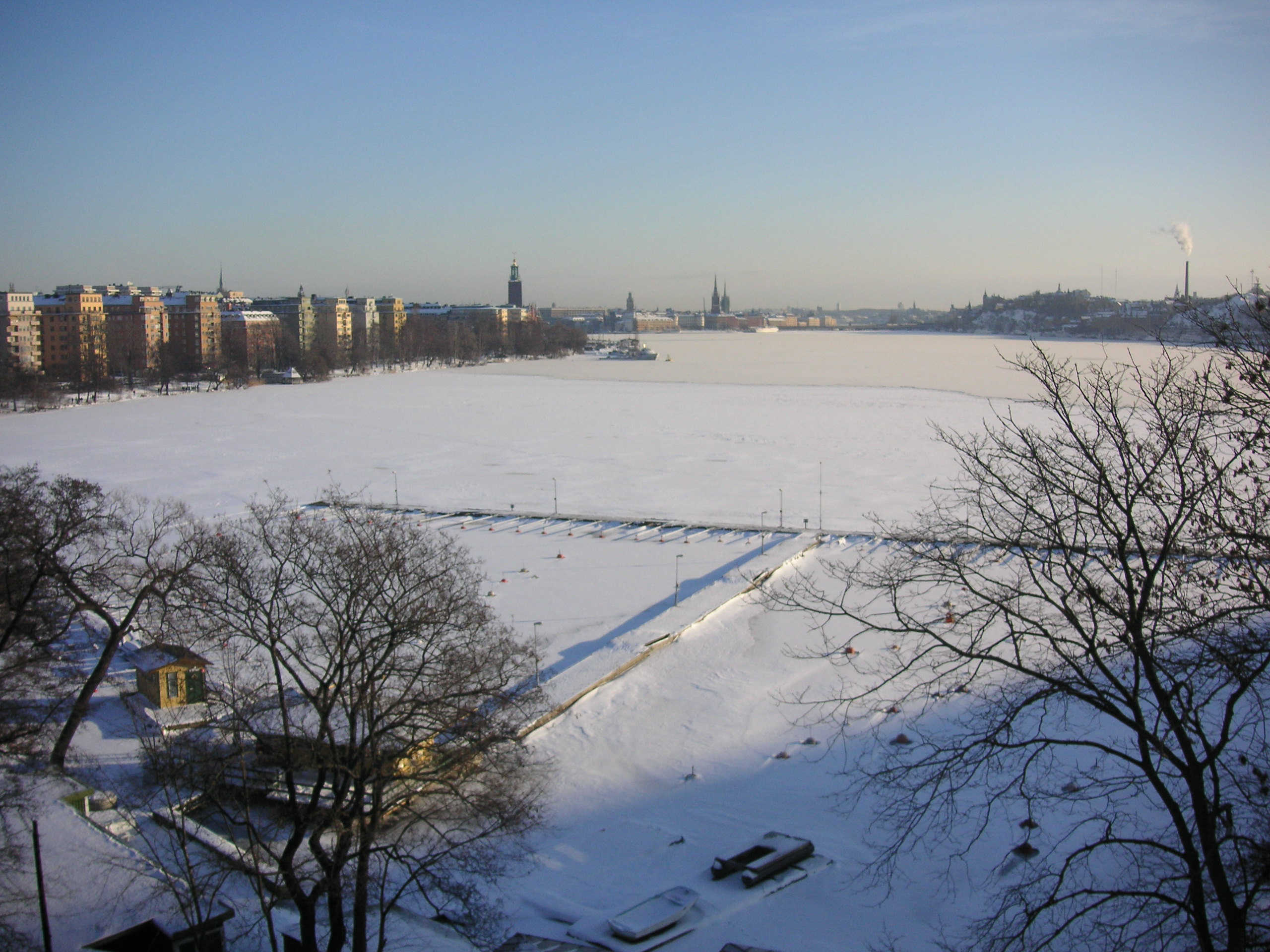
Ріддарфіарден взимку, 2006